# Helena Asenina av Bulgarien
Helena Asenina av Bulgarien, född okänt år, död efter 1258, var en kejsarinna av Nicaea, gift med kejsar Theodor II Lascaris av Nicaea. Helena hette ursprungligen Maria. Hon var dotter till kejsar Ivan Asen II av Bulgarien och Anna Maria av Ungern. Hon fick tre barn, två döttrar och en son, bland dem kejsar Johannes IV Lascaris.  